# Démographie des Pyrénées
 (juin 2018).
La démographie du massif des Pyrénées établit les caractéristiques de la population dans la zone définie d'après la loi montagne.  

## Côté français
En 1999, 479 968 habitants résidaient sur la zone Massif côté français[réf. nécessaire]. Sur ces 480 000 résidents, 10 % se situent dans l'Aude et la Haute-Garonne et environ 20 % dans l'Ariège, les Pyrénées-Atlantiques, les Hautes-Pyrénées et les Pyrénées-Orientales. Pour chaque département, le pourcentage donné représente : 5 % de la population de la Haute-Garonne, 15 % de la population de l'Aude et des Pyrénées-Atlantiques, 30 % de la population des Pyrénées-Orientales et 65 % de la population de l'Ariège. 
Les principales villes du massif des Pyrénées côté français sont : Lourdes (15 242 habitants), Oloron-Sainte-Marie (10 988), Saint-Gaudens (10 837 habitants), Limoux (9 411 habitants), Foix (9 109 habitants), Argelès-sur-Mer (9 069 habitants), Bagnères-de-Bigorre (8 052 habitants). En comparaison Toulouse a 390 000 habitants.
Évolution : après une forte diminution durant la période 1968 - 1990, la population s'est globalement stabilisée entre 1990 et 1999 (comparaison France : + 3,5 % sur cette période). Les nombreux massifs montagneux limitent le développement démographique, ainsi la population se concentre essentiellement dans la zone du piémont pyrénéen et sur les façades atlantiques et méditerranéennes. La proportion de la population jeune (moins de 20 ans) est plus faible que la moyenne nationale alors que la proportion de la population âgée (plus de 60 ans) est plus importante. La zone Massif s’étend sur 18 176,6 km2. En 1999, la densité était de 26,5 habitants par km² (en comparaison, les densités départementales sont de 28 hab/km2 pour l'Ariège, 50 hab/km2 pour l'Aude et les Hautes-Pyrénées, 80 hab/km2 et plus pour les Pyrénées-Atlantiques et les Pyrénées-Orientales et plus de 160 hab/km2 pour la Haute-Garonne).
Âge de la population du massif côté français en 1999 : 20 % ont moins de 20 ans, 30 % plus de 60 (20 % ont moins de 20 ans pour les 6 départements, 25 % pour la France métropolitaine, 24 % ont de plus de 60 ans pour les 6 départements, 20 % pour la France métropolitaine). Les habitants du massif constituent une population plus vieille que la moyenne.

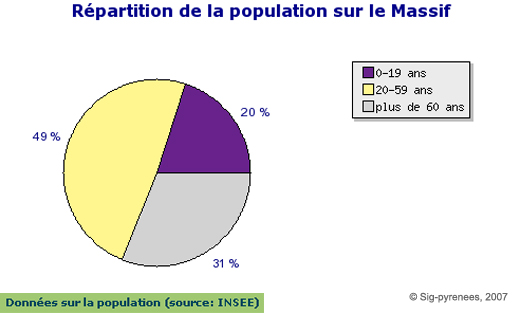
Répartition de la population par tranche d'âge sur le massif des Pyrénées

Évolution de la population entre 1990 et 1999 côté français : après une forte diminution, stabilisation de la population du massif (augmentation de plus de 7 % sur l'ensemble des 6 départements et de plus de 3 % sur la France métropolitaine).
Le solde migratoire positif a pu compenser le fort déficit naturel (plus de 4 %).

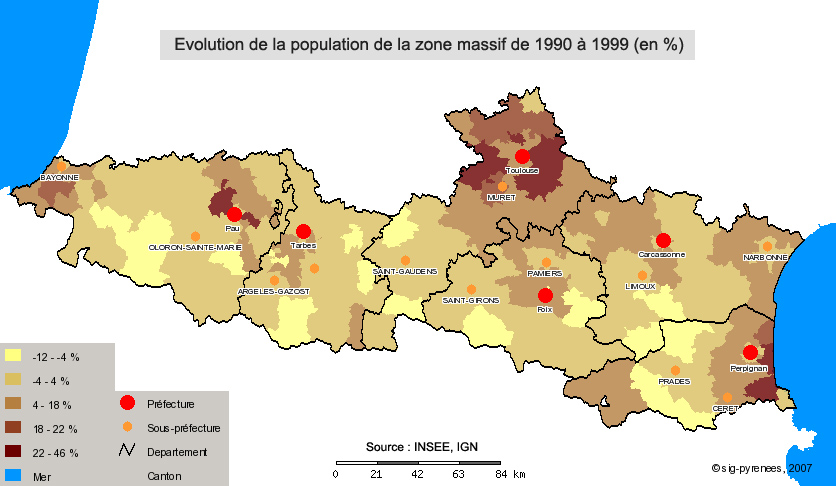
Carte d'évolution de la population de 1990 à 1999 dans la zone massif.

Estimation de l'évolution de la population du massif côté français entre 1999 et 2004 : augmentation de 2,5 % de la population du massif (augmentation de 7 % sur l'ensemble des 6 départements).

## Sources
- http://www.sig-pyrenees.net/ - Portail SIG de l'Assemblée Pyrénéenne d'Economie Montagnarde (APEM).
- http://www.insee.fr/ - Portail de l'Institut National de la Statistique et des Études Économiques (INSEE).